# Idris nigriceps
Idris nigriceps är en stekelart som beskrevs av Kononova 1995. Idris nigriceps ingår i släktet Idris och familjen Scelionidae. Inga underarter finns listade i Catalogue of Life.